# 高速公路上的非機動車道
高速公路上的非机动车通道是指高速公路旁可以允许行人、自行车和其他非机动车車輛使用的道路。高速公路通常只允许机动车通行，並禁止自行车、行人和马匹通行，并规定了最低速度。不過有時高速公路會開闢專門的通道供非机动车使用，例如沿高速公路修建的人行道和高速公路旁的多用途道路，佛罗里达州境內一條沿著太阳海岸公园路的太阳海岸小道就是高速公路旁的非機動車道。